# Tengerkék tündérmadár
A tengerkék tündérmadár (Malurus splendens)  a madarak osztályának verébalakúak (Passeriformes) rendjébe és a tündérmadárfélék (Maluridae) családjába tartozó faj.

## Rendszerezése
A fajt Jean René Constant Quoy és Joseph Paul Gaimard írták le 1830-ban, a Saxicola nembe Saxicola splendens néven.

## Alfajai
- Malurus splendens emmottorum Schodde & I. J. Mason, 1999
- Malurus splendens melanotus Gould, 1841
- Malurus splendens musgravi Mathews, 1922
- Malurus splendens splendens (Quoy & Gaimard, 1830)[2]

## Előfordulása
Ausztrália délkeleti és délnyugati részén honos. Természetes élőhelyei a mérsékelt övi erdők és cserjések szubtrópusi és trópusi száraz erdők, szavannák és cserjések. Állandó, nem vonuló faj.

## Megjelenése
Testhossza 14 centiméter, testtömege 8-11 gramm. Csőre egyenes, hegyes. Lábán 3 lábujj található. A hím tollazata kék és fekete színű, farka hosszú. A tojó főleg barna és szürke színű. A hím tollazata visszaveri a fényt, és talán ezért is olyan kiemelkedő a többi tündérmadár közül. 
|  |  |

## Életmódja
Kis csoportokban él, amelyek 2-8 tagból állnak, és egész évben védik kb. 4,4 hektáros területüket. Rovarokat keres a csoporttal táplálkozás céljából, melyeket felvesz csőrével, és egyben lenyeli őket. Táplálékául szolgálnak még a magvak is. A csoportban jellemző a kölcsönös tollászkodás is.

## Szaporodása
Szaporodási ideje augusztus végétől január elejéig tart, de augusztusban a sok eső késleltetheti ezt. A fészket a tojó készíti füvekből, amelyet kerek vagy kupolás szerkezetté alakít. Bejárata jól el van rejtve a növényzet közé. Fészkében 2-4 fehér, barna foltos tojás található. A költési idő kb. 2 hét. A kikelés után 14-15 napig etetik a fiókákat, amelyek 1 évig a családi csoportban maradnak, mielőtt egy másik csoporthoz csatlakoznának.

## Természetvédelmi helyzete
Az elterjedési területe rendkívül nagy, egyedszáma pedig stabil. A Természetvédelmi Világszövetség Vörös listáján nem fenyegetett fajként szerepel.